# Pedro Romero (artesano)

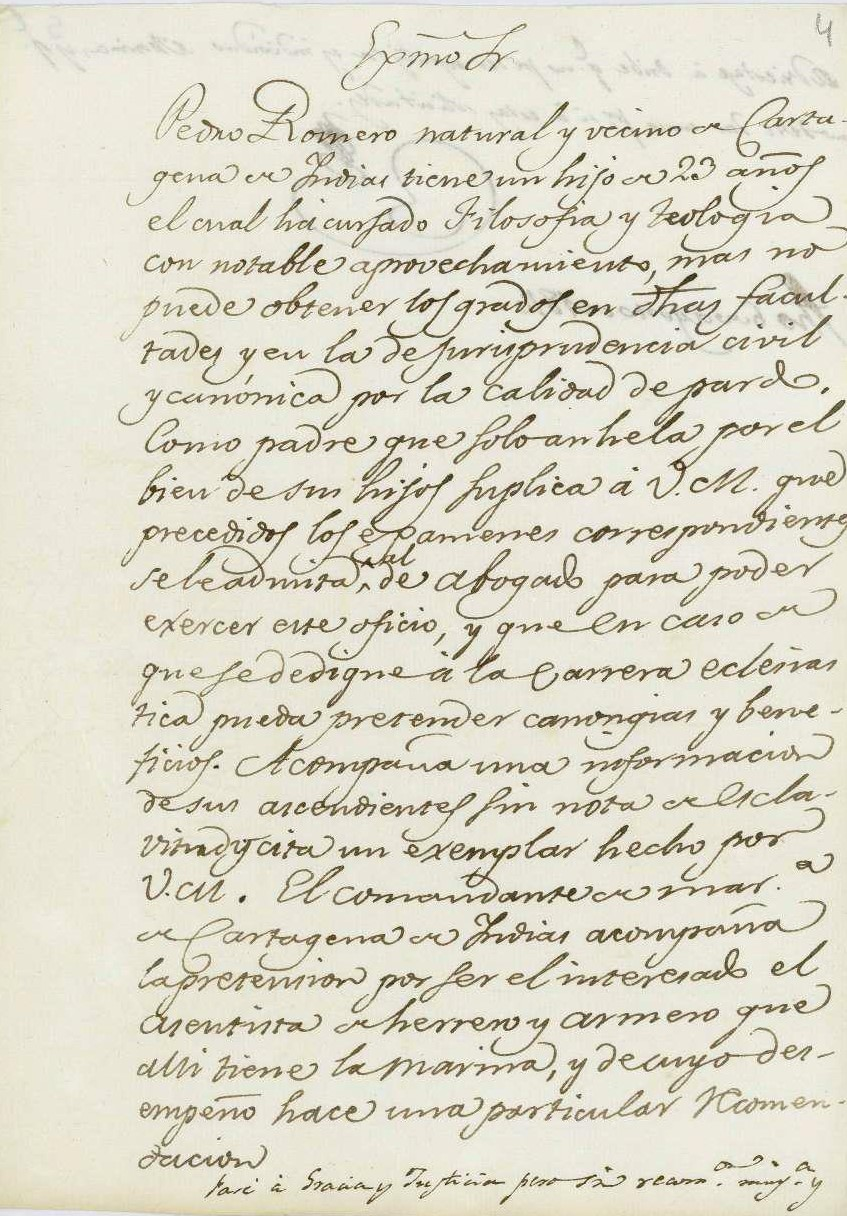
Documento escrito por Pedro Romero en 1810 en el que afirma que era natural de Cartagena de Indias

Pedro Romero Porras (Cartagena de Indias 1756 - Haití 1816) fue un personaje de origen popular que por sus esfuerzos y por circunstancias que le tocó vivir logró granjearse el reconocimiento de la sociedad de su  época. Su nombre ha trascendido por ser un dirigente destacado del proceso de independencia de Cartagena de  Indias, Colombia. 
Hasta ahora es el artesano más importante en la historiografía relativa a la participación de los grupos subalternos en los procesos independentistas del Caribe hispánico en el tránsito entre los siglos XVIII y XIX; Sin  embargo, su vida ha permanecido en una especie de nebulosa, presentándose para las especulaciones.
El desconocimiento sobre su vida se debe a tres razones: 1) se  ha supuesto  que era cubano, y,  por tanto, se colige que  cualquier dato sobre sus  orígenes hay  que  buscarlo  en  los archivos de  esa  isla. Sin  embargo, en  los archivos  parroquiales del  siglo XVIII de  la  ciudad de  Matanzas, en la que se supone que  vino  al mundo, los que  han sido  digitalizados por la Varderbilt University, no aparece dato alguno que corrobore esa suposición. 2) Porque las personas del común dejaron escasos registros documentales en los archivos. Y 3)  en los archivos solo  se encuentran referencias  indirectas, escritos de  otras  personas  o informes oficiales de la época que le tocó  vivir. 
Si leemos lo que se ha escrito hasta el momento observaremos que la información de archivo utilizada se circunscribe al censo de Cartagena de Indias de 1777, al censo de artesanos del barrio de Santa Catalina de esta ciudad, realizado en 1780 y a un corto extracto de la solicitud que hizo en 1810 para que el rey de España dispensara la condición de pardo de su hijo Mauricio José Romero y que se le permitiera presentar exámenes en alguna universidad de Santa Fe de Bogotá para que se titulara de abogado. 
Acerca de  su participación  en los acontecimientos políticos de la primera República de Cartagena (1811-1815) la información  utilizada por los historiadores se circunscribe a algunos informes y escritos (por ejemplo, José María García de Toledo, Antonio Nariño, Manuel Marcelino Núñez, José Manuel Restrepo) sobre su participación  en el proceso de la independencia de Cartagena. No cabe duda de que, aún siendo muy escasas, son un poco más generosas las fuentes sobre  su participación política en los sucesos de la independencia de Cartagena de Indias, que  los datos relativos a su vida, al ejercicio de su oficio y acerca de su condición  social. Por eso, y en el marco de la conmemoración del  bicentenario de la independencia, las  investigaciones  han insistido más en sus actividades  políticas,  sobresaliendo las  publicaciones de Alfonso Múnera, Aline Helg, Marixa  Lasso y Jorge Conde, entre  otros historiadores.

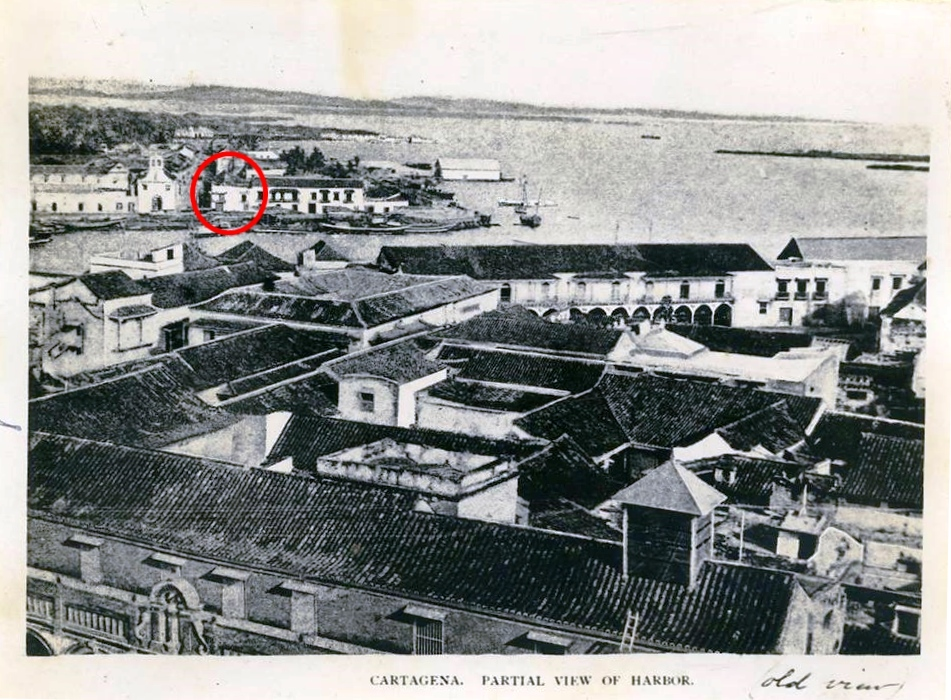
Casa de Pedro Romero.

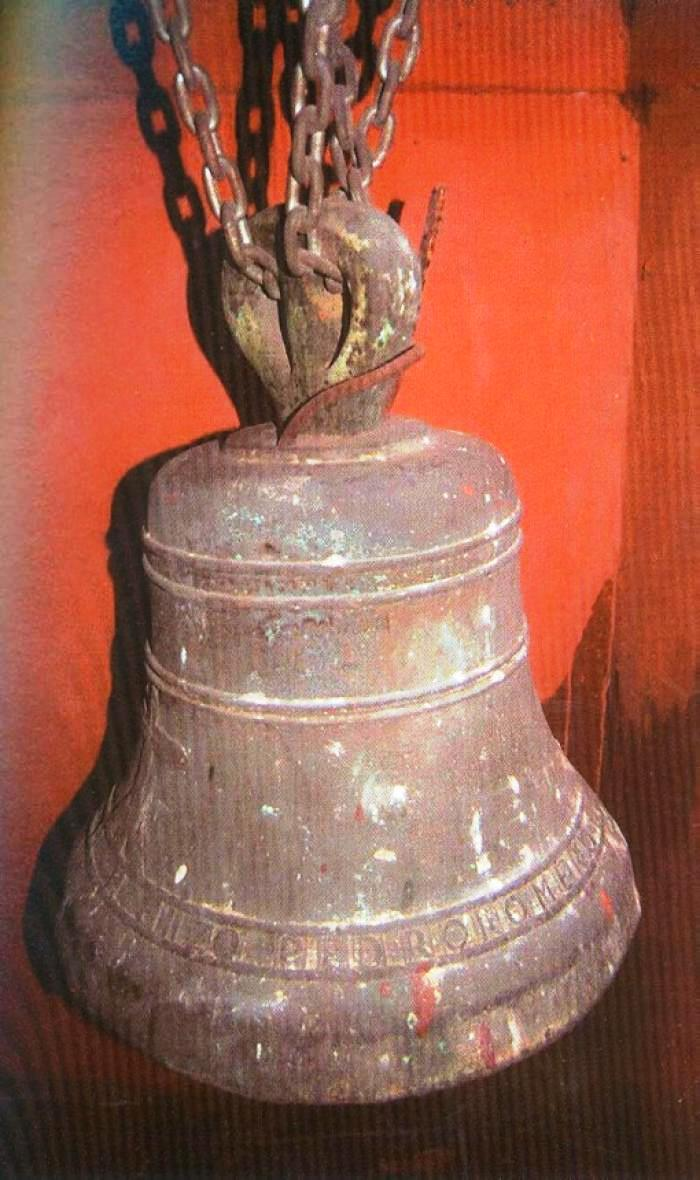
Campana fundida por Pedro Romero en 1804.

## Biografía
Hasta  hace  pocos años  la tradición oral aseguraba que Pedro Romero había  nacido  en Matanzas (Cuba) y según  algunos fue traído, junto con otros artesanos, por el virrey Eslava a mediados de la década de 1740 para trabajar en las fortificaciones de Cartagena de  Indias. La tradición oral y la historiografía basada en  una  precaria información de  archivos se basa en un escrito  de  Antonio Nariño  en su periódico La Bagatela, donde  lo llamó "el célebre matancero", y por eso han concluido que era cubano. (Cuba).

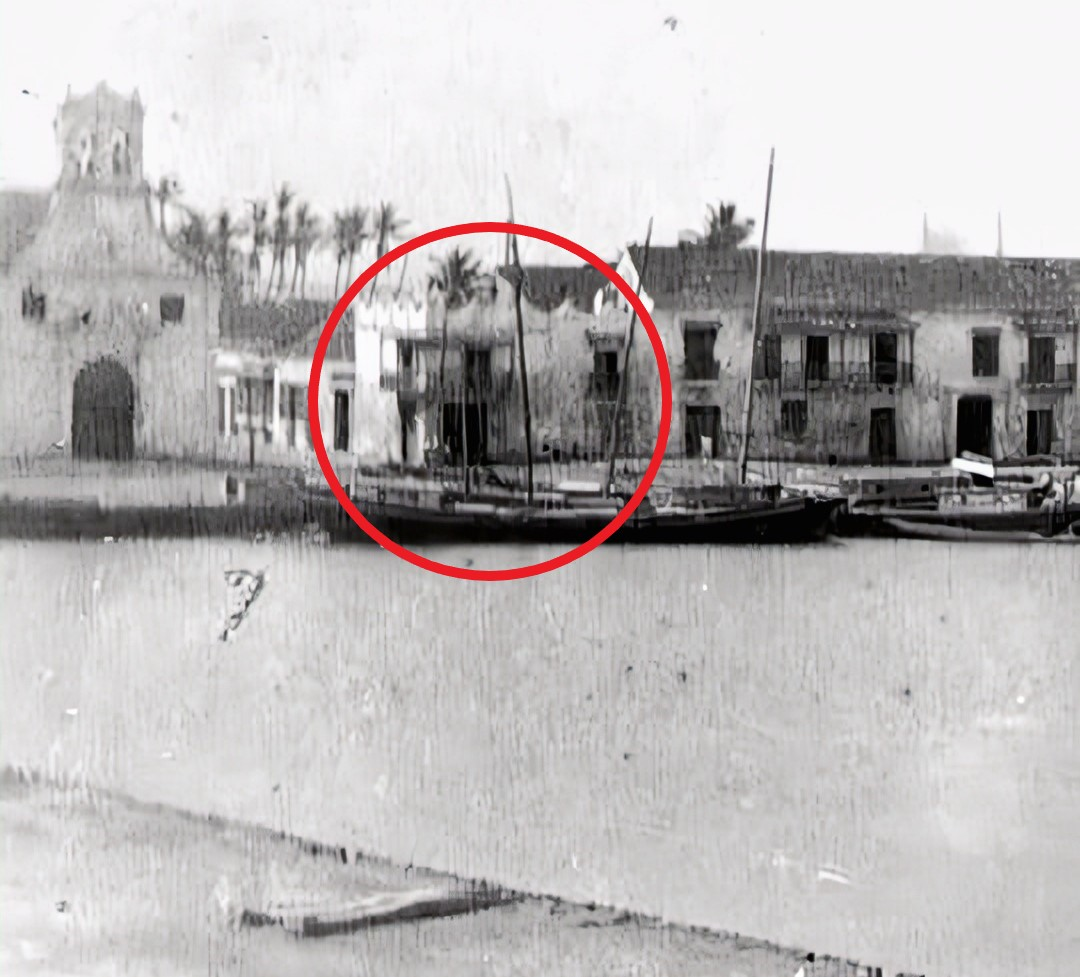
Otra imagen de la casa de Pedro Romero a la entrada de la Calle Larga

Matancero es  un gentilicio (oriundo  de  la ciudad de  Matanzas, Cuba). Un  sustantivo para señalar a quien se dedica a  la  matanza de cerdos. Y escrito con Z (Matanzero) también es un apellido. En la web de Familysearch se registran a 56.312 personas con  ese apellidos. En la documentación  de archivos de Cartagena de  Indias del  tránsito  entre  los siglos  XVIII y  XIX aparecen tres  personas con  ese  apellido. A finales del XVIII Francisco Matanzero aparece  en  los registros de alcabalas  pagando ese impuesto por la compra de una casa en el barrio  de  Getsemaní. Para 1803 los  libros de cuenta del Consulado  de  Comercio  de esta ciudad también relacionan a  un Andrés  Matansero (escrito con S) quien vende tablas de  madera para  las  obras del Muelle de  la  Contaduría. Y en 1813 en los listados de soldados muertos en el combate por la recuperación  de  Santa Marta por  los realistas, entre  los fallecidos se anotó a un Manuel Matanzero, oriundo de Cartagena de Indias, quien formaba parte de las tropas de patriotas. Con estos escasos datos no es posible establecer una relación de ninguna naturaleza entre quienes llevaron este apellido en la ciudad y Pedro Romero Porras.
Sin  embargo, investigaciones recientes sustentadas en diversas fuentes de archivos señalan que fue  oriundo  de Cartagena. Los  argumentos centrales de  estas  investigaciones son las siguientes: 
1) Las coincidencias entre el nombre, la edad, el oficio y la condición racial de "pardo" señaladas en el censo de 1777 del barrio  de Getsemaní y en el censo de artesanos de 1780 del barrio de Santa Catalina (actual área de la Catedral), en el  que tuvo su taller por esos años. 
2) Las coincidencias entre el listado de sus familiares señalados en el mencionado  censo  de 1777 con lo que se conoce sobre los nombres de sus hermanas y hermanos, también indican que se trataba de  la  misma  persona. 
3) La  información  contenida en el proceso judicial que se le siguió en 1779 por la arbitrariedad de un alcalde que lo puso en prisión por resistirse a desalojar su taller de  herrería,  también  corrobora la idea de que se trataba de la misma persona. 
4) Las declaraciones rendidas en 1816 por su hermana Marcelina Romero, para que de los bienes confiscados a aquel se le devolviera un dinero que le había entregado para que lo pusiera a producir, también apuntan en dirección sobre su origen cartagenero.
5) Varios documentos del  Archivo General de  la  Nación  de  Colombia, en los que aparece realizando algunas  operaciones de  compraventa al lado  de  Andrés  Romero y  de Esteban  Romero, también  indica que Pedro Romero formaba  parte de la familia  Romero Porras, la que aparece registrada en el  censo de 1777  del barrio  de  Getsemaní de Cartagena de Indias, viviendo en la casa baja N° 10, de  la  manzana  20  en  la  plaza de  Nuestra  Señora del Buen Camino.  
6) En la documentación  que presentó él mismo  se reconoció como natural de  Cartagena. En 1814, al resaltarse las cualidades laboriosas de Pedro Romero, se afirmó en un periódico de Cartagena “[…] hace más de dos años que se fabricó [un fusil] por el célebre Romero nativo de este país" (Década Miscelánea de Cartagena, Cartagena, 9 de noviembre de 1814), y lo mismo  hizo  su hermana  Marcelina Romero  cuando  en 1816 reclamó  parte de  los bienes que  le  fueron  expropiados a aquel por las autoridades españolas y anotó que su familia era  oriunda de  Cartagena de  Indias
Con la certeza  proporcionada por estos documentos podemos aceptar que su  familia es la que aparece en el  censo de 1777, en la que se señaló que el  cabeza de  familia y padre era  Andrés  Romero, de  ocupación "hombre de la mar", y la madre María Porras. Sus hermanos eran Petrona, Agustina, Marcelina, Andrea, Melchora, Andrea y  María. De Marcelina  Romero Porras se sabe que desde 1778 trabajó  en condición  de  portera en la  Real Fábrica de  Cigarros que se creó  en Cartagena, la que  hasta 1808 ocupó a un promedio  de 200  trabajadoras  organizadas en  cuadrillas y que trabajaban  por  producción.    
Pero más allá de su lugar de  origen, que importa en la medida que señala direcciones sobre hacía donde dirigir  las investigaciones, los nuevos conocimientos que se vienen exponiendo  han enriquecido la  imagen que se tiene  sobre este artesano. 
Según la  información  de los mencionados  censos de 1777 y 1780, el artesano herrero había nacido en 1756. Para 1780 contaba con 24 años de edad, ya tenía  taller de  herrería independiente el  la  Calle de  Nuestra  Señora de  La Amargura,  era  de condición social parda, estaba casado y era miliciano. Tenía por vecinos de taller a los artesanos españoles Bartolomé Ponce, armero de los talleres de artillería y a José Antonio Pereira, armero del Regimiento Fijo de Cartagena de Indias.    
Luego de mantener por algunos años su taller de herrería en la mencionada calle del barrio de Santa Catalina, Pedro Romero Porras lo trasladó al barrio de Getsemaní,  concretamente a la Calle Larga, área en la que se encontraban todos los talleres que trabajaban con metales duros debido a la proximidad del Arsenal-Apostadero de la Marina. Las instalaciones de este Arsenal, creado en 1750 y que fue creciendo con el pasar de los años, se convirtió en un atractivo para los artesanos de Cartagena, en especial para quienes estaban en condiciones de trabajar en la reparación de las embarcaciones marítimas. Carpinteros de ribera, pintores, calafates, aserradores de maderas, constructores de velámenes, hojalateros, toneleros, herreros, fundidores, armeros y cerrajeros, entre  otros, fueron atraídos por el Arsenal de la Marina.
Este Arsenal delegó en algunos contratistas cierto tipo de trabajos. Hubo asentistas de velámenes, de pintura, de motonería, y de herrería. Entre los años de 1769 y mediados de los 1780 los contratistas de herrería fueron José  Antonio de Soto, Juan de la Cruz de León y Romualdo Rodríguez. Pero desde 1786 el contrato de asentista de herrería, cerrajería, armería y fundición perteneció a Pedro Romero Porras, quien lo mantuvo hasta que se desató la crisis de la independencia. 
Entre todos los artesanos contratistas, era Pedro Romero el que recibía el que hacía los trabajos de mayor envergadura y el  que recibía  los  mayores aportes en  los  presupuestos anuales elaborados por el apostadero de  la  Marina. Su taller debió ser de dimensiones fuera de lo común, y debió emplear un número de trabajadores por encima de lo habitual. Así se colige al  leerse  una copia del contrato  del asiento que se registró en 1818, cuando  se restableció el  asiento  de  herrería luego  de  la reconquista española. Esto le permitía tener ingresos por encima que los devengados por los demás artesanos de Cartagena de Indias. La combinación de esos cuatro oficios relacionados con los oficios que trabajaban los metales duros, en especial la fundición que demandaba hornos, fuelles, diseño de moldes por el método de la cera vaciada, implicaba utilización de materias primas como el hierro, acero, cobre, plomo, estaño.  
También demandaba la compra de grandes cantidades de carbón vegetal, y, de igual forma, de una gran cantidad de herramientas de las que podemos hacernos una idea leyendo las relaciones del taller de la artillería que reposan en varios fondos del AGN de Colombia. La producción anual del taller estaba en un promedio de 8 toneladas, las que entregaba en los almacenes del Arsenal.
Un  ejercicio realizado con base en la información contenida en los pagos realizados por el Apostadero de la  Marina permite saber que sus  ingresos promediados por año  estaban en el orden de los siete mil pesos, suma alta para la época y que estaba muy por encima de los demás trabajadores y aún de mercaderes y de otras  personas que consideradas como parte de la elite de la ciudad.

## Reconocimiento social
Su protagonismo  en los acontecimientos que vivió Cartagena de 1810 en adelante, se debe, sobre todos, a que su  oficio le  otorgó reconocimiento y valoración  social. La condición parda la tenían muchos hombres de  origen  popular, pero no todos lograron resaltar durante los acontecimientos que desembocaron  en los acontecimientos del  11 de  noviembre de 1811. Si a Pedro Romero, al igual que a otros artesanos (Pedro Medrano, Nicolás Delfín, Valentín Gutiérrez, Ramón Viana, Cecilio Rojas) que también fueron dirigentes  populares los desproveemos del reconocimiento  que  devenía de sus  oficios y estilos de vida, se pierden entre la multitud.
Un conjunto de circunstancias determinó la fama pública alcanzada por Pedro Romero. La primera es que el arbitrario desalojo que padeció en 1779 de su sitio de trabajo por parte de uno de los alcaldes ordinarios se convirtió en motivo de enfrentamientos entre las distintas autoridades de la ciudad. Las circunstancias en las que se desarrolló este pleito judicial convirtieron a Pedro Romero en una persona de fama pública y lo erigieron en un símbolo entre los sectores de artesanos de la ciudad. 
La noticia de la orden de desalojo de su  taller y la prisión que se le decretó debió correr rápidamente entre los artesanos de la ciudad. Este pleito debió trascender entre todos los sectores sociales de la ciudad debido al contexto social y político en el que se desarrolló. Por esos años varios hechos causaban malestar social y enfrentamientos jurisdiccionales entre las administraciones ordinarias y militares de la ciudad y su provincia. En ese contexto el pleito profundizó varios conflictos entre los que resaltan: 
1) los procedimientos judiciales empleados por los alcaldes enfrentaron a sectores del poder, propiciando una situación explosiva por los enfrentamientos de las jurisdicciones ordinarias y militares en torno al fuero militar de los milicianos. 
2) De igual forma se hizo presente un debate sobre las costumbres laborales y la utilización de los espacios en la ciudad. 
3) Y, por último, también había una situación de enfrentamientos entre la oficialidad de las milicias pardas y la oficialidad blanca del Regimiento Fijo, en torno a muchos aspectos que los primeros consideraban como malos tratos, y por las aspiraciones de la primera en mejorar su imagen social.  
Pues bien, en el centro de la conjunción de estas situaciones estuvo Pedro Romero. Su prisión evidenció tanto las arbitrariedades de algunos sectores del poder como también el ensañamiento que tuvieron contra humildes hombres de color. Aunque el proceso judicial no lo diga pues solo recoge las voces de los alcaldes, del gobernador, de los procuradores y del propietario de las accesorias, entre líneas se puede entender que Pedro Romero resistió en forma no violenta, quizá solo argumentando sus derechos, lo que le valió la cárcel durante 19 días, debido a que el alcalde Francisco García del Fierro lo declaró en desacato.  Pocos años después, desde 1786, Pedro Romero ya era el contratista del apostadero y se encargaba de producir todo lo relacionado con la herrería, fundición, cerrajería y armería. Para finales del siglo XVIII ya gozaba de reconocimiento social en la ciudad. Tanto por su dedicación al trabajo, por su estilo de vida, su condición económica y su ascendencia sobre los sectores artesanales y plebeyos de la población, se le reconocía como un hombre de respeto.

### La Primera República de Cartagena de Indias (1811-1815)
Desde comienzos de 1810 entró en negociaciones con José María García de Toledo, quien entendió que no podía controlar al gobernador Francisco Montes sin contar con el apoyo de la movilización popular.
Durante los acontecimientos de junio y noviembre de 1810, y luego en los de febrero de 1811, Pedro Romero, al lado de otros trabajadores del Arsenal de la Marina (Pedro Medrano, Nicolás Delfín, Martín Villa) y de otros personajes de la vida popular de Cartagena (Cecilio Rojas, Remigio Márquez y otros), movilizaron a los habitantes de Getsemaní y presionaron de distintas maneras hasta lograr que la Junta de Gobierno de Cartagena decretara la independencia absoluta el 11 de noviembre de 1811.
Cartagena tenía en el Apostadero-Arsenal de la Marina un espacio de concentración significativa de trabajadores, alcanzando muchos de estos estabilidad laboral por casi veinte años. Además, la forma organizativa en maestranzas, es decir, lo que después se llamó cuadrillas, se convirtió en un elemento fundamental para a movilización de los habitantes de ese barrio y en la organización de las milicias de Lanceros de Getsemaní. Y era esto lo que convirtió a los mencionados artesanos, con Pedro Romero a la cabeza, en pieza clave en los distintos sucesos que condujeron a la independencia. 
En  1812, junto  con Pedro Medrano (blanco y calafate y carpintero  de ribera y propietario  de  pulpería),  Cecilio Rojas (pardo y orfebre y propietario  de  pulpería), Silvestre Paredes (pardo y maestro  de  obras y  capitán de  milicias pardas), Remigio Márquez (pardo y cirujano del apostadero  de  la  marina) y Antonio Angulo (blanco y mercader y  pulpero),  forma parte de  la  constituyente que elaboró la  Constitución del Estado  de  Cartagena de  Indias. Ellos, en representación  de los sectores  populares, y  al lado  de miembros, de  la elites, dotaron  al naciente Estado de  Cartagena de  Indias, de  una Carta Magna basada en los principios republicanos democráticos-liberales.  
Para 1814  había roto su alianza con la facción de los Gutiérrez de Piñeres y de nuevo entabló alianza con José María García de Toledo. En  1915 apoya la expulsión  del  sector radical de la ciudad. 
Tras el asedio de Cartagena (1815), Romero y su familia viajaron hacia Haití. Dos meses después de haber partido Cartagena, la embarcación que los trasportaba arribó a Los Cayos (Haití). Allí falleció Romero, a comienzos de 1816, como consecuencia de las penalidades padecidas en el sitio y durante el viaje.
Su memoria, aunque  mantenida de forma marginal, no  desapareció del todo de la ciudad. En 1846 el Concejo Municipal bautizó la calle del Carretero, en el barrio de  Getsemaní, con el nombre de  Pedro Romero. Desde comienzos del  siglo XX, cada 11 de  noviembre y en  las conmemoraciones del  1° de  mayo, los artesanos y trabajadores, se desplazaban al  sitio  donde estuvo ubicada su  vivienda y rendían  homenaje a su memoria. En el solar donde estuvo ubicado  su taller aún  se conserva  una  placa de  mármol colocada en 1910. Una artería de tránsito  de  la ciudad  lleva su  nombre y una  medalla  que se concede anualmente a personas que sobresalgan por espíritu cívico, también lleva su nombre.

## Familia y patrimonio

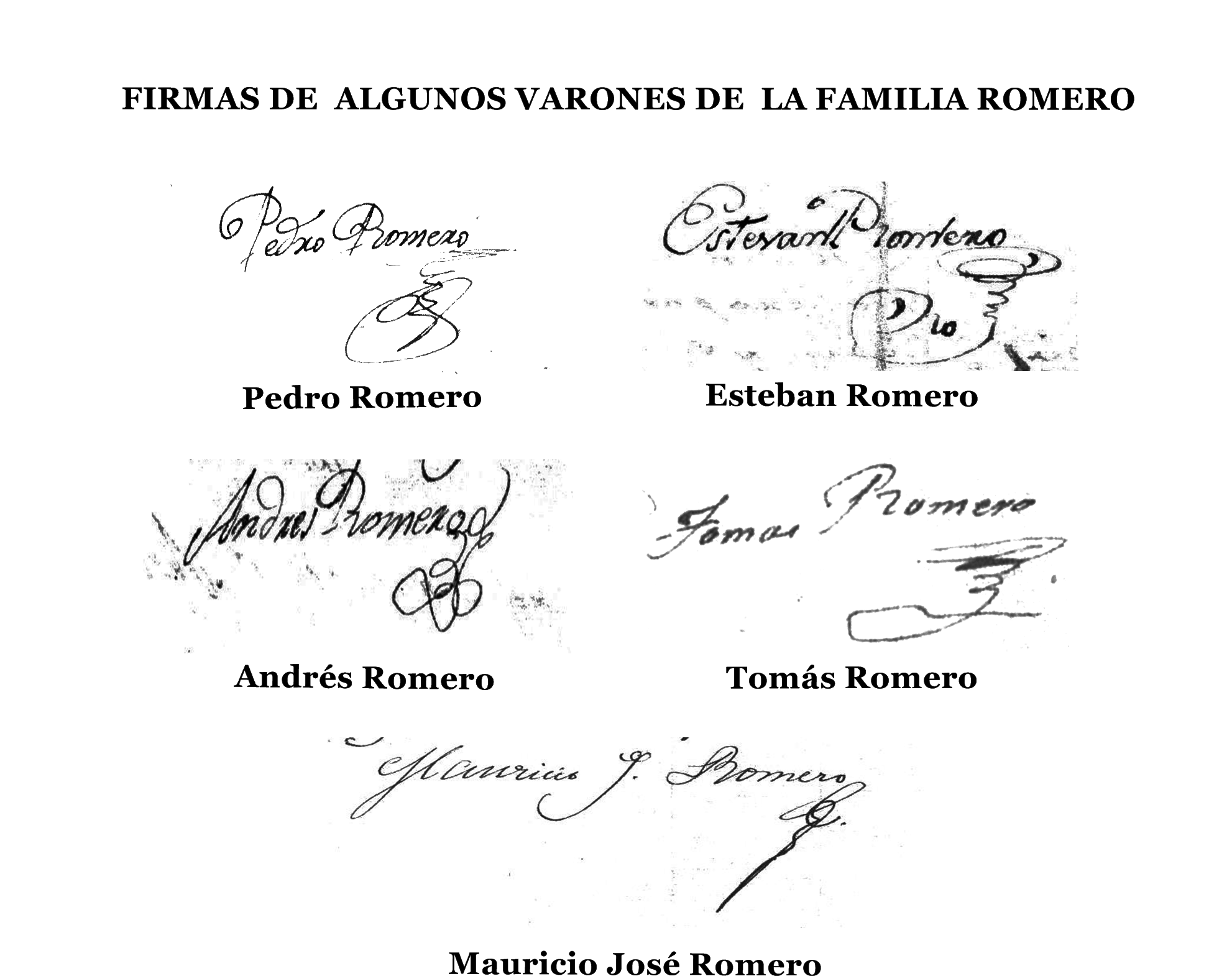
Firmas de algunos miembros de la familia de Pedro Romero.

Con algunos familiares como Andrés Romero, Esteban José Romero y con su cuñado Juan Esteban Domínguez, quienes trabajaban en su taller, realizaba compra de materias primas y de materiales que desechaba el Arsenal.
Sus ingresos le permitieron comprar la casa de esquina que está en la acera sur de la entrada de la Calle Larga, la que hace frente con la Iglesia de la Tercera Orden. Era una casa baja que transformó en dos plantas, con balcones y ventanales hacia la bahía. Según información dada por su hijos Mauricio José Romero Domínguez, para 1815 su familia era propietaria de 34 locales comerciales situados en el portal del Puente (actual paseo de los Mártires. Tenían un corto número de esclavos.[cita requerida]
Pedro Romero solicitó a Madrid dispensas de la condición de paro de su hijo Mauricio José Romero Domínguez, para que fuese examinado en una Universidad de Santa Fe de Bogotá en teología y jurisprudencia. Había estudiado estas disciplinas en el Colegio Seminario Conciliar de San Carlos Borromeo, sin poder titularse debido a que esa institución no estaba habilitada para conferir grados profesionales. En 1810 este joven se trasladó a Santa Fe de Bogotá, regresando a Cartagena en 1812. No sabemos si recibió grado pues la solicitud de dispensas fue rechazada por el Ministerio de la Marina por considerarse que ese no era el canal regular.[cita requerida] Las hijas de aquel contrajeron nupcias con prestantes hombres de la sociedad local.[cita requerida]

## Enlacesexternos
- Pedro Romero, el matancero, el prócer

- Datos: Q25413581
- Multimedia: Pedro Romero (artist) / Q25413581